# Dissent
Dissent (ang. różnica zdań) – niezależny, lewicowy magazyn dotyczący polityki i kultury, wydawany przez Michaela Kazina i Michaela Walzera w USA. Jest wydawany dla Fundacji Studiów Niezależnych Koncepcji Społecznych (Foundation for the Study of Independent Social Ideas) na Uniwersytecie Pensylwanii.

## Historia
Magazyn po raz pierwszy został wydany w 1954 roku przez grupę niezależnych amerykańskich radykałów z Nowego Jorku, wśród których byli Irving Howe, Lewis A. Coser, Henry Pachter oraz Meyer Schapiro. Stanowił protest przeciwko konformistycznej atmosferze życia kulturalnego i intelektualnego Stanów Zjednoczonych tamtych czasów. Jego powstanie było reakcją na makkartyzm, a także formy rządów w krajach “komunistycznych”. Krytykowano w nim między innymi amerykańską partię komunistyczną za popieranie Związku Radzieckiego i Stalina. Autorzy piszący dla Dissent reprezentowali szerokie spektrum poglądów, od lewicowych, liberalnych, socjaldemokratycznych, aż po antykomunistyczne.
Dissent zawsze różnił się od klasycznych pozycji ideologicznych lewicy i prawicy. W czasie Zimnej Wojny jego wydawcy byli żarliwymi antykomunistami, odrzucającymi jakiekolwiek moralne czy polityczne powiązania z ZSRR i Chinami, podważając marksistowską ideę kultury uprzedmiotowionej przez politykę. Dissent sprzeciwiał się komunistycznym eksperymentom na Kubie i w Wietnamie. Podkreślał, że obowiązkiem lewicy jest obrona wartości liberalnych i demokratycznych, ale również socjalistycznych.
W latach 60. i 70. magazyn prezentował sceptycyzm dotyczący trzeciej rewolucji światowej, teorii wyzwolenia narodowego oraz kultury Nowej Lewicy, który izolował go od ruchów i środowisk studenckich. Jednocześnie przywiązanie do liberalnego internacjonalizmu i społecznego egalitaryzmu odróżniało Dissent od liberalizmu oraz rosnącego ruchu neokonserwatywnego głównego nurtu.
Wśród autorów publikujących w Dissent znaleźli się m.in.:
- Hannah Arendt
- Erich Fromm
- Paul Goodman
- Günter Grass
- Michael Harrington
- Dwight Macdonald
- Charles Wright Mills
- Czesław Miłosz
- Norman Mailer
- Amos Oz
- Richard Rorty
- Ignazio Silone
- Aleksandr Sołżenicyn
- Cornel West
- Ellen Willis
- Richard Wright